# Liste bekannter Personen Kalabriens
Die Liste bekannter Personen Kalabriens gibt einen Überblick über Personen, die aus Kalabrien stammen und über die es in der deutschsprachigen Wikipedia einen Artikel gibt.

## Antike
|                       |                      |                                                              |
| Philistion von Lokroi | (um 427–347 v. Chr.) | Arzt, galt als einer der bedeutendsten Mediziner seiner Zeit |
| Cassiodor             | (um 490–583)         | Staatsmann, Gelehrter und Schriftsteller                     |

## Mittelalter
|                         |                |                                                                |
| Johannes VII. (Papst)   | († 707)        | Papst von 705 bis 707                                          |
| Nilus von Rossano       | (um 910–1004)  | griechischer Mönch, Gründer von Grottaferrata                  |
| Christodulos            | († nach 1125)  | Admiral von Roger II. von Sizilien                             |
| Bartholomäus von Simeri | (um 1050–1130) | Heiliger, griechischer Mönch, Gründer des Patirion bei Rossano |
| Joachim von Fiore       | (um 1130–1202) | Abt, Ordensgründer, Geschichtstheologe                         |
| Barlaam von Kalabrien   | (um 1290–1348) | Kleriker und Gelehrter                                         |
| Franz von Paola         | (um 1436–1507) | Ordensgründer und Heiliger der römisch-katholischen Kirche     |

## Neuzeit

Bernardino Telesio (1508–1588)

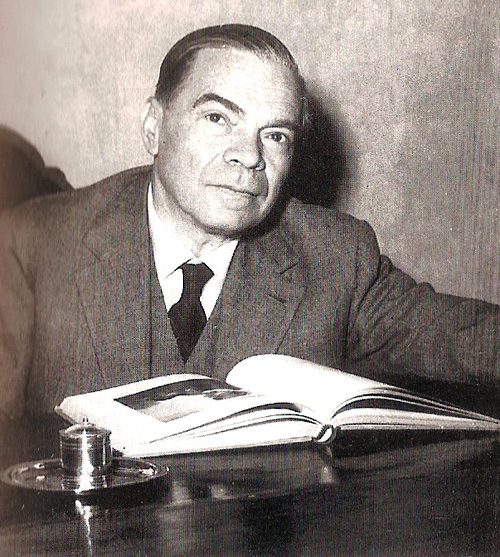
Corrado Alvaro (1895–1956)

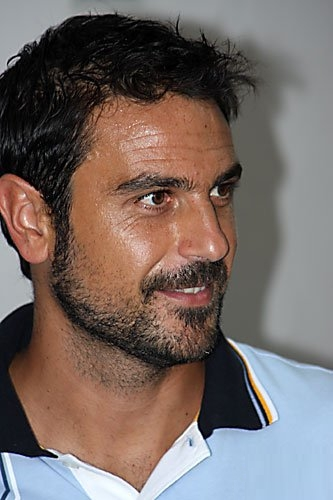
Stefano Fiore (* 1975)

|                    |                |                                                                       |
| Bernardino Telesio | (1508–1588)    | Philosoph und Naturforscher                                           |
| Aloisius Lilius    | (um 1510–1576) | Philosoph und Mediziner                                               |
| Guglielmo Sirleto  | (1514–1585)    | Kardinal, Bibliothekar der Römischen Kirche, Protektor der Basilianer |
| Kilic Ali Pascha   | (1519–1587)    | Admiral und Korsar                                                    |
| Tommaso Campanella | (1568–1639)    | Philosoph und Dominikaner                                             |
| Mattia Preti       | (1613–1699)    | Maler, Schüler von Michelangelo Merisi da Caravaggio                  |
| Pasquale Galluppi  | (1770–1864)    | Philosoph                                                             |
| Guglielmo Pepe     | (1783–1855)    | General                                                               |
| Paolo Serrao       | (1830–1907)    | Komponist und Musikpädagoge                                           |
| Maria Oliverio     | (um 1840–1864) | Brigantin, ging in die Volksgeschichte Kalabriens ein                 |
| Alessandro Longo   | (1864–1945)    | Komponist und Musikwissenschaftler                                    |
| Francesco Cilea    | (1866–1950)    | Komponist und Musikpädagoge                                           |
| Umberto Boccioni   | (1882–1916)    | futuristischer Maler und Bildhauer                                    |
| Corrado Alvaro     | (1895–1956)    | Schriftsteller und Journalist                                         |

## 20. Jahrhundert
|                          |             |                                                                                 |
| Giuseppe Maria Sensi     | (1907–2001) | Kardinal der römisch-katholischen Kirche                                        |
| Renato Dulbecco          | (1914–2012) | Biologe, ausgezeichnet mit dem Nobelpreis                                       |
| Raf Vallone              | (1916–2002) | Filmschauspieler                                                                |
| Aroldo Tieri             | (1917–2006) | Theater- und Filmschauspieler                                                   |
| Mimmo Rotella            | (1918–2006) | Künstler, bekannt durch seine Décollagen                                        |
| Giuseppe Agostino        | (1928–2014) | Erzbischof des Erzbistums Cosenza-Bisignano                                     |
| Rocco Granata            | (* 1938)    | Sänger                                                                          |
| Salvatore Nunnari        | (* 1939)    | Erzbischof von Cosenza-Bisignano                                                |
| Federico Guglielmo Lento | (1942–2010) | Arzt und Politiker                                                              |
| Franco Reitano           | (1942–2012) | Musiker und Komponist                                                           |
| Mino Reitano             | (1944–2009) | Sänger, Songwriter und Komponist                                                |
| Gianni Amelio            | (* 1945)    | Filmregisseur, mehrfach ausgezeichnet mit dem Europäischen Filmpreis            |
| Gianni Versace           | (1946–1997) | Modeschöpfer (Bruder von Donatella Versace)                                     |
| Mia Martini              | (1947–1995) | Sängerin (Schwester von Loredana Bertè)                                         |
| Giovanni De Gennaro      | (* 1948)    | Leiter der Polizia di Stato                                                     |
| Loredana Bertè           | (* 1950)    | Sängerin (Schwester von Mia Martini)                                            |
| Rino Gaetano             | (1950–1981) | Liedermacher                                                                    |
| Nicola Calipari          | (1953–2005) | Mitarbeiter des italienischen Auslandsgeheimdienstes                            |
| Donatella Versace        | (* 1955)    | Modeschöpferin (Schwester von Gianni Versace)                                   |
| Mario Fortunato          | (* 1958)    | Schriftsteller und Journalist                                                   |
| Giuseppe Veltri          | (* 1958)    | Judaist                                                                         |
| Antonio Staglianò        | (* 1959)    | Bischof von Noto                                                                |
| Giorgio Basile           | (* 1960)    | Mitglied der ’Ndrangheta                                                        |
| Massimo Mauro            | (* 1962)    | ehemaliger Fußballspieler                                                       |
| Francesco Panetta        | (* 1963)    | Mittel- und Langstreckenläufer                                                  |
| Mark Iuliano             | (* 1973)    | Fußballspieler                                                                  |
| Francesco Cozza          | (* 1974)    | Fußballspieler                                                                  |
| Vittorio Tosto           | (* 1974)    | Fußballspieler                                                                  |
| Stefano Fiore            | (* 1975)    | Fußballspieler                                                                  |
| Gennaro Gattuso          | (* 1978)    | Fußballspieler, Mitglied der italienischen Nationalmannschaft, Weltmeister 2006 |
| Stefano Morrone          | (* 1978)    | Fußballspieler                                                                  |
| Rhys J. Coiro            | (* 1979)    | US-amerikanischer Schauspieler                                                  |
| Vincenzo Iaquinta        | (* 1979)    | Fußballspieler, Mitglied der italienischen Nationalmannschaft, Weltmeister 2006 |
| Giuseppe Sculli          | (* 1981)    | Fußballspieler                                                                  |
| Alessandro Rosina        | (* 1984)    | Fußballspieler                                                                  |